# Kangaatsiaqs kommun
Kangaatsiaqs kommun var en kommun på Grönland fram till 1 januari 2009. Från detta datum ingår Kangaatsiaq i den nya storkommunen Qaasuitsup. Kangaatsiaq låg i amtet Kitaa.

## Byar
- Kangaatsiaq - 669 invånare
- Agto (Attu) - 264 invånare
- Iginniarfik - 88 invånare
- Ikerasaarsuk - 105 invånare
- Niaqornaarsuk - 337 invånare